# Enterobacter hormaechei
Enterobacter hormaechei è un batterio gram-negativo identificato e proposto per la prima volta nel 1989.
Enterobacter hormaechei è stato isolato in ambienti naturali e in alimenti; viene spesso isolato in prodotti alimentari per l'infanzia.
E. hormaechei è stato suddiviso in tre sottospecie in base alle caratteristiche biochimiche differenziali per d-adonitolo, d-arabitolo, d-sorbitolo, d-melibiosio e dulcitolo. Enterobacter hormaechei subsp. oharae fermenta solo il melibiosio, E. hormaechei subsp. hormaechei fermenta solo il dulcitolo, ed E. hormaechei subsp. steigerwaltii fermenta tutti questi composti eccetto il dulcitolo.
Due sottospecie aggiuntive, E. hormaechei subsp. xiangfangensis ed E. hormaechei subsp. hoffmannii, sono state caratterizzate con analisi genomica.
È una delle specie più frequentemente isolate nelle infezioni cliniche, in particolare nei pazienti immunocompromessi ricoverati in terapia intensiva; ciò è dovuto al loro adattamento agli antimicrobici e al loro comportamento da patogeni opportunisti. Enterobacter hormaechei è di importanza clinica perché è stato collegato a focolai di sepsi nelle terapie intensive neonatali in diversi paesi. 
Questi patogeni sono spesso associati a un fenotipo di multifarmacoresistenza perché di solito si adattano all'ambiente ospedaliero e sono facilmente in grado di acquisire numerosi elementi genetici mobili contenenti geni di resistenza e virulenza: ha una resistenza intrinseca ad ampicillina, amoxicillina, cefalosporine di prima generazione e cefoxitina, dovuta all'espressione di una β-lattamasi costitutiva AmpC. Inoltre, è stata segnalata la produzione di β-lattamasi a spettro esteso (ESBL), il che li rende difficili da trattare. Sempre più isolati clinici di E. hormaechei con diversi gradi di resistenza alle β-lattamasi sono stati segnalati in tutto il mondo insieme alla produzione di β-lattamasi a spettro esteso, β-lattamasi AmpC e carbapenemasi.
Per quanto riguarda i geni di virulenza, tutti i ceppi di E. hormaechei hanno mostrato il gene astA che codifica l'enterotossina 1 stabile al calore (EAST-1); è stata associata a gravi epidemie negli esseri umani.